# Torsten Bilenberg
Torsten Bilenberg  (født 27. august 1965 i Hjørring) er en dansk tidligere svømmer.
Han var dansk mester for hold 1984-1989 samt flere danske mesterskaber i holdkap (4x100 meter fri, 4x200 meter fri, 4x100 meter medley, både på kortbane og langbane i årene 1984-1989, hvor Holstebro Svømmeclub var dominerende på herresiden i dansk svømning. I 1987 satte fire svømmere, deriblandt Bilenberg, en dansk rekord i 4x100 meter medley der placerede dem på en 4. plads blandt klubhold i verden. I 1989 blev Bilenberg cheftræner i Odense Svømme- og Livrednings Forening som rykkede op i landets bedste række i 1991. Han trænede også Lars Sørensen som på det tidspunkt studerede på Odense Universitet, og han blev i 1991 nummer fem til VM i januar og vandt EM om sommeren samme år. Var desuden i samme periode juniorlandsholdstræner, og fire svømmere fra hans hold satte i sommeren 1990 dansk junior rekord i 4 x 200m fri.